# Subtropenfront

Die Subtropenfront befindet sich jeweils auf Höhe der Rossbreiten, zwischen Ferrel-Zelle und Hadley-Zelle.

Die Subtropenfront ist die äquatorseitige Begrenzung der planetarischen Frontalzone, die sich etwa zwischen dem 30. und 60. Breitengrad erstreckt. Es handelt sich um eine zonal verlaufende Luftmassengrenze mit starkem thermischen Gegensatz im Bereich der Subtropen.
Etwa 30° nördlich der Subtropenfront gibt es eine weitere globale Luftmassengrenze: die Polarfront. Diese stellt die planetarische Frontalzone an der den Polen zugewandten Seite der Ferrel-Zelle dar. Die Subtropenfront erstreckt sich vertikal zwischen dem subtropischen Hochdruckgürtel (am Boden) und dem Bereich des Subtropenjetstreams (in der Höhe).